# 原田高史
原田 高史（はらだ たかし、1932年7月21日 - 2016年12月23日）は、広島県出身のプロ野球選手。1957年の登録名は原田 稔也。広島原爆の被爆者で最初にプロ野球選手となった人物である。

## 経歴
1945年8月6日、13歳の時に皆実町で建物疎開作業に参加するため広島医学専門学校の校庭に集合し、建物の近くで友人達と寝そべりながら談笑していた時に被爆。被爆した時に着ていた学生服は現在広島平和記念資料館に収められている。
その後、広島皆実高校から広島専売局を経て1954年に広島カープへ入団。
1957年に退団し、その後は東洋工業で選手としてプレー。後に監督へ就任した。
1997年からは母校の広島工業高校でコーチを務めた。

## 詳細情報

### 年度別打撃成績
| 年 度     | 球 団     | 試 合 | 打 席 | 打 数 | 得 点 | 安 打 | 二 塁 打 | 三 塁 打 | 本 塁 打 | 塁 打 | 打 点 | 盗 塁 | 盗 塁 死 | 犠 打 | 犠 飛 | 四 球 | 敬 遠 | 死 球 | 三 振 | 併 殺 打 | 打 率 | 出 塁 率 | 長 打 率 | O P S |
| --------- | --------- | ----- | ----- | ----- | ----- | ----- | -------- | -------- | -------- | ----- | ----- | ----- | -------- | ----- | ----- | ----- | ----- | ----- | ----- | -------- | ----- | -------- | -------- | ----- |
| 1954      | 広島      | 14    | 23    | 21    | 0     | 1     | 0        | 0        | 0        | 1     | 1     | 0     | 0        | 0     | 1     | 1     | --    | 0     | 6     | 0        | .048  | .091     | .048     | .139  |
| 通算：1年 | 通算：1年 | 14    | 23    | 21    | 0     | 1     | 0        | 0        | 0        | 1     | 1     | 0     | 0        | 0     | 1     | 1     | --    | 0     | 6     | 0        | .048  | .091     | .048     | .139  |

### 背番号
- 39 （1954年 - 1957年）